# Julie Beauchemin
 (août 2019).
Si vous disposez d'ouvrages ou d'articles de référence ou si vous connaissez des sites web de qualité traitant du thème abordé ici, merci de compléter l'article en donnant les références utiles à sa vérifiabilité et en les liant à la section « Notes et références ».
Julie Beauchemin est une actrice, photographe et artiste visuelle québécoise.

## Biographie

### Femme de cinéma et de télévision
On a pu la voir dans la série Les Bracelets Rouges où elle interprète Hélène Lafleur, la mère du jeune Justin, personnage principal de la série. Dans la série 5e Rang, elle est Marie-Christine Goulet, l'une des cinq sœurs autour desquelles tourne l'intrigue. Elle est la voix de la marionnette Pruneau dans la nouvelle mouture de Passe-Partout (Télé-Québec 2019-) et on la connaît également pour son rôle de "La blonde de Martin" dans Les Pêcheurs et de Me Girouard dans Indéfendable.
Également active dans le doublage depuis maintenant 20 ans, elle se spécialise dans les voix de dessins animés tels Les Grandes Gueules s'animent (toutes les voix de femmes), Le Chat dans le chapeau, Angry Bird, Les Cosmo Joueurs etc. Elle est aussi la voix québécoise de Lucy Punch ("Sale Prof"- film), de Kristin Booth ("Les Lettres orphelines") de Leslie Jones ("Ghost Busters' ) et de Jessie Buckley (Women Talking, Men ) entre autres. 

### Photographie
En tant que photographe, elle fait partie des gagnants du LensCulture Emerging talent award 2018. Elle a aussi vu son travail exposé à la KlompChing gallery de New York en 2018. Sa série "Les petites maisons qui envoyaient la main" a été reconnu par le FAPA (fine art photo award) en 2019 et elle a été récompensée du Director's award de la PhotoPlace Galery en 2020 pour son oeuvre "La Tempête"
En 2019, la Fabrique culturelle crée une capsule y présentant sa méthode de travail et ses œuvres.

### Arts visuels
Membre professionnelle du RAAV, sa pratique en art visuel se divise en deux branches. La recherche qui mène à des expositions ou installations telle "Chez-moi | Chez-toi" co-créée avec l'artiste Marie-Claude Hénault et présentée avec le soutien du Conseil des arts et des lettres du Québec et du Musée d'art contemporain des Laurentides pour lequel elles ont eu l'honneur d'être finalistes pour "Les Grands Prix de la culture des Laurentides" 2024 dans la catégorie "Excellence". La seconde branche de sa pratique est la création d’œuvres numériques imprimées sur papier archive, numérotées et tirées en un nombre très restreint d'édition. Elle s'adonne également à l'acrylique sur bois et toile.  Son travail est présenté à la Galerie Berthelet et à la Galerie TNT. Ses oeuvres ont été exposées lors de la Biennale d'art Actuels "Manif d'Art" avec la galerie TNT à l'hiver 2024.

## Réalisations au cinéma et à la télévision
- 2001-2006 : Les Poupées russes (série télévisée): Annie Geoffrion
- 2002 : Jean Duceppe (mini-série) : Rita Duceppe
- 2006 : La Vie secrète des gens heureux
- 2007 : Miroirs d'été (court-métrage) : Maman
- 2009 : Rumeurs : Myriam
- 2010 : Caméra Café
- 2010 : 450, chemin du Golf
- 2014 : Les pêcheurs (série télévisée) : Blonde de Martin
- 2016 : O' (série télé) : Julie Dumoulin
- 2016 : Marche à l'ombre (série télé) : Lydia
- 2016 : Nous sommes les autres (film): Amie. réal: Jean-François Asselin
- 2019 -2024 : 5e rang (série télévisée) : Marie-Christine Goulet
- 2020 : Les Vieux Chums de Claude Gagnon : Dre Beauregard 2021: Haute Démolition (série télé)  2022-2024 Les Bracelets Rouges (série télé) - TVA: Hélène Lafleur 2023-  Indéfendable - (Série télé) TVA: Me Girouard

## Réalisations de doublage
Sources pour compléter doublage jusqu'à 2024: https://doublage.qc.ca/p.php?i=163&idacteurfr=513